# Slavhostice
Slavhostice település Csehországban, a Jičíni járásban. Slavhostice Kozojedy, Češov, Vršce, Žlunice, Židovice és Chroustov településekkel határos. Lakosainak száma 123 fő (2024. január 1.).

## Népesség
A település lakosságának változását az alábbi diagram mutatja:
| Lakosok száma | 455  | 526  | 490  | 312  | 207  | 138  | 127  | 136  | 127  | 123  |
|               | 1869 | 1900 | 1921 | 1961 | 1980 | 2011 | 2016 | 2019 | 2021 | 2024 |